# John López
John Alejandro López Muñoz (Bogotá, Colombia, 6 de marzo de 1984) es un futbolista colombiano que se desempeña en la posición de volante ofensivo, hijo del exfutbolista profesional colombiano Marco Tulio López. 
Actuó toda su carrera en Independiente Santa Fe, allí en las divisiones inferiores obtuvo varios títulos locales, nacionales y un tercer puesto internacional en la copa Rey Pelé que se celebrara en su país de origen, coronándose como goleador del certamen. Representó en varias ocasiones a la Selección Bogotá en los torneos nacionales de las categorías prejuvenil y juvenil llegando a integrar en 2001 una preselección Colombia Sub- 17 dirigida en ese entonces por el técnico colombiano Reynaldo Rueda, en este mismo año es llamado por (El Pecoso) Fernando Castro Lozada a ser parte del equipo profesional durante ese semestre.
Actualmente se encuentra en el equipo Dibogotana el cual disputa varios torneos importantes en la capital colombiana, uno de ellos el Octogonal Tabora.

## Clubes
| Club     | País     | Año  |
| -------- | -------- | ---- |
| Santa Fe | Colombia | 2001 |